# NGC 3145
NGC 3145 ist eine Balken-Spiralgalaxie vom Hubble-Typ SBbc im Sternbild Wasserschlange südlich des Himmelsäquators. Sie ist schätzungsweise 155 Millionen Lichtjahre von der Milchstraße entfernt und hat einen Durchmesser von etwa 140.000 Lichtjahren. Vermutlich bildet sie gemeinsam mit NGC 3143 ein gravitativ gebundenes Galaxienpaar.
Im selben Himmelsareal befinden sich u. a. die Galaxien NGC 3133, NGC 3138, NGC 3139.
Das Objekt wurde am 19. März 1786 von dem Astronomen Wilhelm Herschel mit einem 48-cm-Teleskop entdeckt.

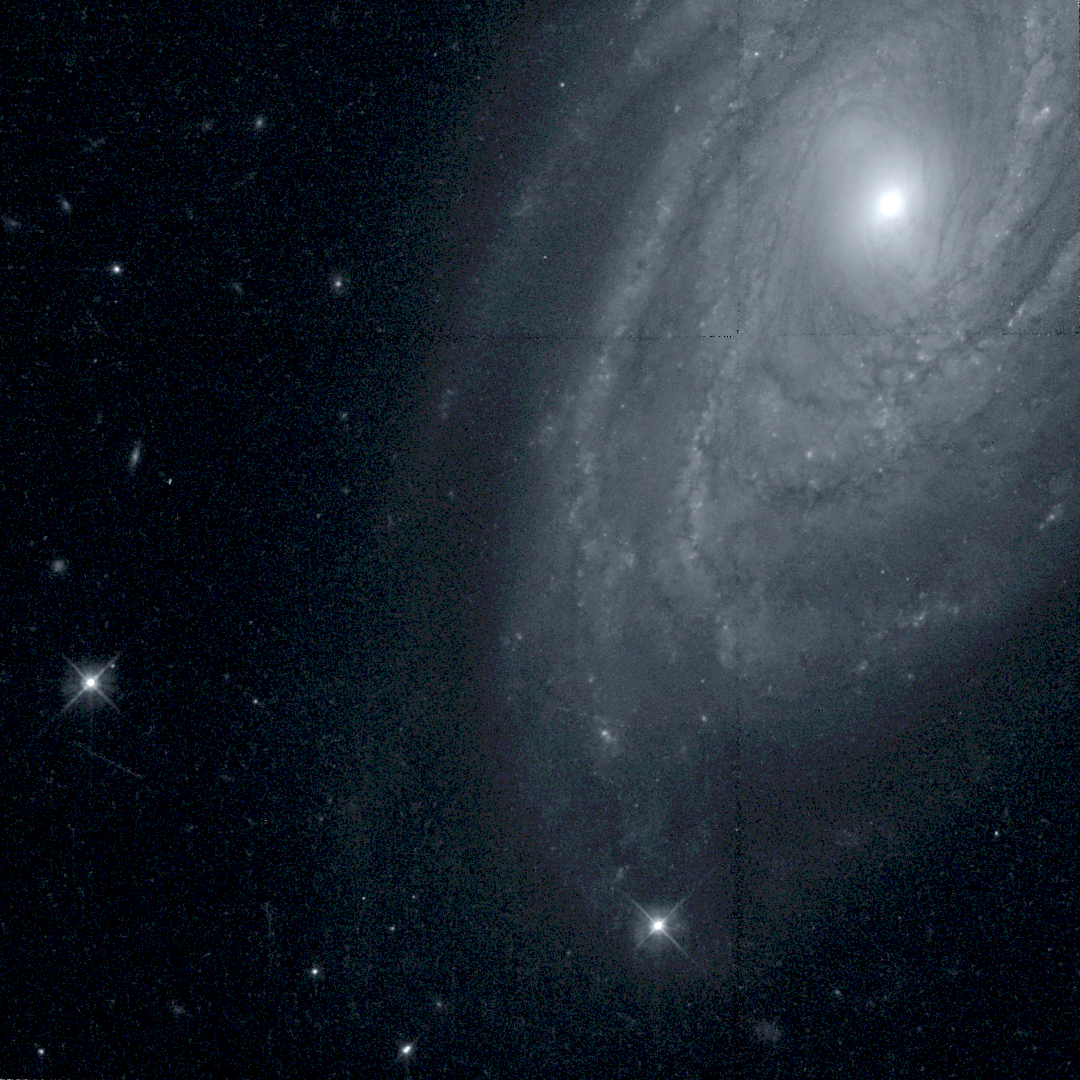
Aufnahme mithilfe des Hubble-Weltraumteleskops